# Armand David

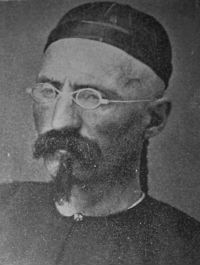
Armand David

Jean Pierre Armand David, även Père David, född 7 september 1826 i Espelette nära Bayonne, död 10 november 1900 i Paris, var en fransk franciskanmunk och naturforskare som sysslade bland annat med geologi, mineralogi, ornitologi, zoologi och botanik. Hans auktorsförkortning inom växttaxonomin är "David".
1862 flyttade David till Peking för att inrätta en andlig skola för kineser men han bestämde sig där för att arbeta inom zoologin. För Frankrikes naturhistoriska museum (Muséum national d'histoire naturelle) skapade han en omfattande samling av naturmaterial. Under resan genom Kina besökte Davis många olika regioner, däribland trakten kring Chengde (Jehol) i nuvarande Hebei-provinsen (1872), den mongoliska högplatån, dalen längs Gula floden och den norra delen av Tibets högplatå (1874). På grund av nedsatt hälsa fick han lämna Kina.
Armand David skickade regelbundet herbarier, bland annat den första noteringen av näsduksträdet (Davidia involucrata) till Frankrike och det vetenskapliga namnet för trädets släkte syftar på honom. Trädet introducerades sedan av engelsmännen Ernest Henry Wilson men det visade sig senare att en kollega till David, missionären Paul Farges, redan skickat frön till fröplantaget och plantskolan Vilmorin i Frankrike. Även fjärilsbusken (Buddleia davidii) liksom davidshjorten är uppkallade efter Armand David. Han fick syn på dessa hjortar i Nan Hai-Tsu-parken, efter att han trots förbud klättrat upp på en mur. Med hjälp av mutor köpte han två pälsar som han skickade till Europa, där zoologen Henri Milne-Edwards beskrev den nya arten.
I mars 1869 var David den första västerlänning som fick se en dödad jättepanda.